# Stazione di Castel di Sangro
La stazione di Castel di Sangro è una stazione ferroviaria della ferrovia Sulmona-Isernia a servizio dell'omonimo comune. È affiancata all'omonima stazione della ferrovia Sangritana, gestita da FAS.

## Storia

### Lavori di ristrutturazione
Nel 2012 sono partiti i lavori per unificare le stazioni della ferrovia Sangritana a quella della rete RFI. Tale progetto, esistente dal 1997, appare peraltro anacronistico, visto che la FAS ha chiuso la linea nel 2003, mentre Trenitalia non effettua più servizio sulla linea RFI dal dicembre 2011. Si tratterebbe quindi di lavori dal notevole costo (10,4 milioni di €), senza che vi sia alcuna necessità immediata.

### Riapertura
Il 17 e 18 maggio 2014 la tratta da Sulmona a Castel di Sangro ha rivisto la riapertura da parte della Fondazione FS Italiane come ferrovia turistica. In quei giorni circolarono sulla linea due treni turistici che effettuarono la fermata nelle principali stazioni della tratta tra cui anche in quella di Castel di Sangro.

## Strutture e impianti
La stazione è gestita da Rete Ferroviaria Italiana, che la colloca nella categoria "Bronze". Il fabbricato viaggiatori si sviluppa su due livelli: il piano terra ospita la biglietteria, la sala d'attesa e l'ufficio movimento del Dirigente Locale, mentre il primo piano è abitato da privati. Il fabbricato ha una struttura molto simile alle altre stazioni di montagna costruite negli anni sessanta; infatti il fabbricato originario è stato raso al suolo durante i bombardamenti subiti durante la seconda guerra mondiale. La stazione disponeva di uno scalo merci con annesso magazzino: al 2001 risulta smantellato, mentre il magazzino versa in buone condizioni pur essendo abbandonato. Dal lato opposto al magazzino merci è presente un deposito locomotive. Sono inoltre presenti altri due fabbricati di ridotte dimensioni dove trovano posto gli uffici tecnici di RFI ed un deposito attrezzi.
Il piazzale si compone di 6 binari più due binari tronchi. Nel dettaglio:
- Binari tronchi: si trovano in entrambi i lati del piano caricatore del magazzino merci e venivano utilizzati per lo scalo merci. Al 2018 risultano scollegati dagli altri binari della stazione;
- Binario 1: è il binario di precedenza (è il binario di tracciato deviato) e viene utilizzato per effettuare gli incroci tra i treni;
- Binario 2: è il binario di corsa (è il binario di corretto tracciato);
- Binario 3: è il binario di precedenza (è il binario di tracciato deviato) e viene utilizzato per effettuare gli incroci tra i treni;
- Binario 4: è il binario di precedenza (è il binario di tracciato deviato) e viene utilizzato per effettuare gli incroci tra i treni;
- Binario 5: entra all'interno del deposito locomotive;
- Binario 6: entra all'interno del deposito locomotive e conduce ad una piattaforma girevole ferroviaria. Superata quest'ultima, risulta in realtà troncato ad un'estremità da un paraurti ferroviario.

I binari 1 e 2 sono dotati di banchina e collegati tra loro da una passerella ferroviaria. I binari 4 e 5 confluiscono tramite scambi nel binario 6 che consente loro di giungere alla piattaforma girevole, così da permettere l'inversione del senso di marcia alle locomotive. I binari 5 e 6 vengono talvolta impiegati anche dai treni addetti alla manutenzione della ferrovia. Alla destra del fabbricato viaggiatori (lato Sulmona) è presente una torre dell'acqua che rifornisce le due colonne idrauliche presenti nel piazzale. La funzionalità di quest'ultime, assieme a quella della piattaforma girevole e del deposito locomotive è stata ripristinata nel 2016.
I segnali di protezione presenti in stazione sono ad ala e le partenze vengono annunciate dal capostazione.

## Movimento
Il flusso dei passeggeri è andato diminuendo col tempo: fino al 10 dicembre 2011 la stazione era capolinea di sole quattro corse di treni regionali di Trenitalia con destinazione Sulmona. A partire da quella data tutti i treni risultano sospesi sulla linea e la stazione rimane capolinea degli autobus sostitutivi provenienti da Sulmona e da Napoli.
A partire dal 17 maggio 2014 la stazione è servita occasionalmente da treni turistici organizzati dalla Fondazione FS Italiane e dall'associazione Le Rotaie.

## Servizi
La stazione dispone di:
- Biglietteria a sportello
- Sala d'attesa
- Servizi igienici

## Interscambi
La stazione è connessa con i seguenti interscambi:
- Stazione di Castel di Sangro (FAS)
- Fermata autolinee